# Fox8
Fox8 (cách điệu: FOX8, tên gọi khác là Fox 8 hay FOX 8, đọc là Fox Eight) là một kênh giải trí tổng hợp của foxtel có trên foxtel +, Austar và Optus. Đây là kênh truyền hình được xem nhiều nhất nước Úc  và chương trình phát sóng được đánh giá cao nhất là Australia's Next Top Model.
Fox8 chủ yếu phát nhiều chương trình từ FOX Network của Mỹ, bao gồm The Simpsons, Family Guy và có phát sóng các chương trình của Úc như Love My Way
Vào ngày 15 tháng 11 năm 2009, Fox8 HD phát trên Foxtel và Austar  

## Logos

1995 - 2000
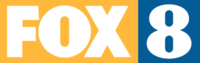
2000 - 2005
2005 - hiện tại

## Lịch sử